# Giacomo Pastorino
Giacomo Pastorino (Savona, 7 de junho de 1980) é um jogador de polo aquático italiano que atua como goleiro, medalhista olímpico.

## Carreira
Pastorino fez parte do elenco vice-campeão olímpico pela Itália em Londres 2012.